# Vulcano (A5335)
Vulcano (A5335) je zásobovací a podpůrná loď (LSS – logistic support ship) Italského námořnictva. Je prototypovou jednotkou stejnojmenné třídy. Plavidlo bylo objednáno v rámci rozsáhlého programu modernizace italské floty. Jeho stavba proběhla v letech 2016–2021. Roku 2021 byla objednána sesterská loď, tedy druhá jednotka třídy Vulcano.

## Stavba
Stavba nové podpůrné lodě byla objednána roku 2015 v rámci rozsáhlého programu modernizace italské floty. Jeho součástí je ještě šest víceúčelových hlídkových lodí třídy Thaon di Revel a vrtulníková výsadková loď Trieste (L9890). Vulcano má modulární koncepci a tvoří jej dva základní celky (přední a zadní), postavené odděleně v různých loděnicích společnosti Fincantieri. Zadní část postavila loděnice v Riva Trigoso v Janově. Slavnostní řezání oceli tam proběhlo 9. února 2016. Dne 12. července 2016 pak proběhlo založení kýlu záďové sekce o délce 86 metrů a hmotnosti 7000 tun. Naopak příďovou část plavidla v délce 94 metrů postavila loděnice v Castellammare di Stabia. Tamní první řezání oceli proběhlo 16. února 2016. Kýl příďové sekce o délce 94 metrů a hmotnosti 4000 tun byl založen 13. října 2016. Příďová sekce byla na vodu spuštěna 10. dubna 2017. Vyrobené stavební bloky byly po dokončení transportovány do loděnice Muggiano v La Spezia ke spojení. Zkompletované plavidlo bylo na vodu spuštěno 22. června 2018.
Dokončení plavidla zkomplikoval požár, který 22. července 2018 vypukl ve strojovně a pod kontrolu se jej podařilo dostat až po několika hodinách. Dne 5. prosince 2019 zásobovací loď Vulcano zahájila námořní zkoušky. V březnu 2021 byla oficiálně předána italskému námořnictvu.

## Konstrukce
Plavidlo je vybaveno dvěma navigačními radary a přehledovým radarem 2D RAN 21S. Je vyzbrojena jedním 76mm kanónem a dvěma 25mm kanóny. Posádku tvoří 167 osob, přičemž na palubě jsou kajuty až pro 200 osob (včetně 12 v palubní nemocnici). Úkolem Vulcano je zásobovat další plavidla palivem, leteckým palivem, vodou, náhradními díly, municí či potravinami. Je vybavena dvěma zásobovacími stanicemi na každém boku a pátou zásobovací stanicí na zádi. Dále je vybavena palubní nemocnicí s 12 lůžky, zařízením na výrobu elektrické energie a pitné vody. Je schopná zajišťovat opravy a údržbu dalších plavidel na volném moři. Na zádi je vybavena přistávací plochou pro jeden vrtulník (včetně těžkých strojů CH-53 Sea Stallion, případně konvertoplánu V-22 Osprey). Hangár plavidla pojme až dva střední vrtulníky EH-101. Pohonný systém je koncepce CODLAD. Nejvyšší rychlost dosáhne 20 uzlů a cestovní 16 uzlů. Dosah je 7000 námořních mil a vytrvalost 30 dnů.